# The young news channel
The Your News Channel（ザ・ヤングニュースチャンネル）は、アメリカのショックサイト。主に過激なポルノ動画やグロ動画を掲載している。略称は「theYNC」。

## 危険性
セキュアブレインが運営しているGredによると、このサイトの殆どのページに不正攻撃の疑いがあり、Mcafeeやavastといったセキュリティソフトも危険視をしているウイルスサイトであり、アクセスの際には十分な注意が必要である。